# Cutral Có Airport
Cutral Có Airport är en flygplats i Argentina.   Den ligger i provinsen Neuquén, i den sydvästra delen av landet, 1 100 km väster om huvudstaden Buenos Aires. Cutral Có Airport ligger 651 meter över havet.
Terrängen runt Cutral Có Airport är lite kuperad. Närmaste större samhälle är Cutral-Có, 3,0 km öster om Cutral Có Airport.
Runt Cutral Có Airport är det i huvudsak tätbebyggt. Runt Cutral Có Airport är det ganska glesbefolkat, med 50 invånare per kvadratkilometer.